# ...minuti di un'eternità
...minuti di un'eternità è il primo album raccolta ufficiale del cantante italiano Umberto Tozzi, pubblicato nel febbraio 1987.
L'album è stato posto in commercio all'indomani della vittoria dell'artista al Festival di Sanremo 1987 insieme a Gianni Morandi ed Enrico Ruggeri con Si può dare di più, brano che contiene il verso, cantato proprio da Tozzi, che ha dato il titolo a questa raccolta.

## Tracce
1. Gloria 4:25
2. Qualcosa Qualcuno 4:27
3. Se Tu Mi Aiuterai 4:43
4. Donna Amante Mia 4:55
5. Io Camminerò 4:50
6. Dimentica Dimentica 4:10
7. Gloria (versione The London Symphony Orchestra) 2:56
8. Si Può Dare Di Più con Morandi Ruggeri 4:25
9. Non Ho Che Te 4:35
10. Notte rosa 4:22
11. Lo Stare Insieme 4:34
12. Roma nord 4:24
13. Eva 4:28
14. Perdendo Anna 4:14